# Basta't Kasama Kita
Basta't Kasama Kita é uma telenovela filipina produzida e exibida pela ABS-CBN, cuja transmissão ocorreu em 2003.

## Elenco
- Robin Padilla - Alberto "Ambet" Catindig
- Judy Ann Santos - Princesa Gonzales
- Rommel Padilla - Felip "Buhawi" Agda
- Gina Pareño - Nanay Ligaya
- Lito Pimentel - Adan K. Abordo
- John Arcilla - Godofredo "Prince" Gonzales
- Sylvia Sanchez - Strawberry Gonzales
- Tetchie Agbayani - Marina Lagdameo